# Sofistiek
De sofistiek is een beweging in de Griekse, Romeinse en antieke filosofie, die in de 5e eeuw v.Chr. voortvloeide uit de presocratische filosofie. Ze bestond uit sofisten of 'leraren', rondtrekkende onderwijzers die tegen betaling les gaven in ethiek, logica en retorica. De sofisten kwamen uit het gehele Griekse cultuurgebied, maar in tegenstelling tot de presocraten waren ze vooral in Griekenland actief, en dan vooral in Athene in de tweede helft van de 5e eeuw v.Chr. Alleen Callicles en Antiphon waren oorspronkelijk Atheens. De sofistiek begon met Protagoras van Abdera en Gorgias van Leontini.

## Ontstaan
De presocraten richtten zich vooral op natuurfilosofie, wetenschappelijk onderzoek en metafysica, terwijl voor de sofisten vooral de taal, de mens en de menselijke instituties het onderwerp van hun studie was. De presocraten probeerden sinds de 7e eeuw v.Chr. met argumenten en op theoretische wijze de wereld te verklaren en te begrijpen. Daaruit vloeide de sofistiek voort, die meer antropocentrisch was gericht en die uit politieke, morele en sociale filosofie bestond. Kennistheorie en kritiek kregen een belangrijkere rol.
Die verschuiving hing samen met een groeiende waardering voor de menselijke geest door bijvoorbeeld de overwinning op de Perzen en technologische vooruitgang in de 5e eeuw v.Chr. Dat sofisten actief waren in Athene kwam doordat de stadstaat in deze periode een welvarend, cultureel en politiek machtscentrum werd. Het bestaande onderwijs was gebrekkig, en de sofisten kwamen tegemoet aan de groeiende behoefte van welgestelde mannen aan een goede opleiding. Door hun onderwijs in de retorica vergrootten de sofisten de kans van mannen op succes in de politiek en in de rechtszaal.

## Werkwijze
De sofisten reisden binnen het oude Griekenland van stad tot stad en hielden daar publieke lezingen in bijvoorbeeld gymnasia en de volksvergadering, de ekklèsia, waarbij ze bijvoorbeeld optraden als ambassadeurs van een andere stad, zoals Gorgias deed. Ze verbleven bij een prominent lid van de gemeenschap die optrad als beschermheer. Zo logeerden Protagoras en Prodicus bij zijn bezoek aan Athene bij Callias, die zeer rijk was. Plato schrijft daarover in zijn Protagoras. Ze hadden tijdens hun reizen soms leerlingen bij zich.
Sofisten verdienden met les geven geld. De tarieven waren hoog. Zo zou Protagoras voor zijn opleiding 100 minae hebben gevraagd, wat neerkomt op ruim 100.000 euro. Er bestonden ook goedkopere, kortere cursussen. Prodicus bood zo'n cursus over etymologie aan voor een drachme, het dagloon van een arbeider. De lessen hadden globaal als doel om van iemand een succesvol burger te maken door het woord te kunnen nemen in de volksvergadering of in een rechtszaak een gedegen pleidooi te houden. Ze onderwezen in onder andere lezen, literatuur, logica, recht, schrijven, staatkunde, taalkunde, vechtsport en wiskunde. Veel van die onderwerpen stonden in het teken van het formuleren van een overtuigend betoog. Dergelijk onderwijs vond plaats in de privésfeer, waarbij ze hun vaak encyclopedische kennis met hun leerlingen deelden, die proefredes bestudeerden, topoi, retorische trucs uit het hoofd leerden en oefenden in het argumenteren voor en tegen dezelfde stelling, zoals een juridisch thema. Dat heette antilogia.
De precieze aanpak en focus verschilde niettemin tussen sofisten, zodat niet van een filosofische school kan worden gesproken. Zo richtte Gorgias zich vooral op poëtische effecten en zinsstructuur, terwijl Prodicus vooral belang hechtte aan correct, nauwkeurig woordgebruik en subtiele verschillen tussen synoniemen.

## Denkbeelden
In de denkbeelden van de sofisten bestaan enkele patronen. De eerste en meest opvallende is het veronderstelde onderscheid tussen natuur, physis, en cultuur, nomos. Daarmee is niet uitgesloten dat de mens in zijn aard tot op zekere hoogte een groepsdier is, maar Protagoras en Antiphon vonden bijvoorbeeld dat de menselijke natuur omwille van de beschaving door middel van cultuur kon en moest worden verbeterd. De mens kon dus onderwezen worden in bepaald handelen. Protagoras stelde: 'De mens is de maat van alle dingen'. Daarmee doelde hij op de relativiteit van waarden. Het ethische gevolg daarvan is dat er geen objectief criterium is voor goed of slecht gedrag. Normen van goed en kwaad werden gemeten aan de belangen van de individuele mens. Daarom gaat het Protagoras om het aanleren van 'nuttig', chrêsimos, gedrag.
Een vraag die sofisten zich stelden was of deugdzaamheid en uitmuntendheid, aretê, kunnen worden aangeleerd. Dat kon tot op zekere hoogte. Verschillende waarden werden met elkaar vergeleken, zoals de waarde van deugdzaamheid, het belang van de familie, de status van bezit, de positie van de vrouw, slavernij, het onderscheid tussen Grieken en de 'barbaren' en het bestaan van de goden. Enkele presocraten hadden bijvoorbeeld al de traditionele godsopvattingen bekritiseerd en nu verkondigden enkele sofisten openlijk dat ze agnost of atheïst waren. Tot slot werd het natuurrecht gesteld tegenover de door de gemeenschap vastgestelde wet.
De sofisten pretendeerden niet dat ze tegenstellingen konden oplossen, maar gebruikten deze juist als uitgangspunt voor hun dialectiek, waarmee de vaardigheid tot argumenteren kon worden beoefend. Ze vonden het gesproken woord het belangrijkste en hielden zich bezig met retorica met als doel vooruit te komen in het leven door zich goed uit te drukken en mensen te kunnen overtuigen. Het is in dit kader, dat hun filosofische, ethische en wetenschappelijke uitspraken moeten worden gezien. Gorgias schreef bijvoorbeeld de tekst Over het niet-bestaande, waarin hij op logische wijze betoogt dat het bestaande niet kan bestaan. Het doel was om de spot te drijven met de Eleatische filosofie en de kracht van argumenteren te laten zien. Hij schreef dan ook: 'De spraak is een machtige heer'.

## Reputatie en invloed
Sofistisch onderwijs was duur en alleen toegankelijk voor rijke mannen. Dit wekte mettertijd meer en meer argwaan bij het gewone volk. Er schijnen ook sofisten te zijn geweest, die van de retorica alleen een middel maakten om gelijk te krijgen. Sofist begon in de tweede helft van de 5e eeuw v.Chr. een negatieve connotaties te krijgen, zoals blijkt uit het werk van Plato en Aristophanes. De combinatie van het ter discussie stellen van gewoonten en wetten en het stelselmatig zoeken naar tegenstellingen leidde ertoe dat de sofisten steeds meer als een bedreiging voor de bestaande orde werden beschouwd. Het is daarom begrijpelijk dat in 432 v.C. een wet werd aangenomen tegen o.a. de asebeia van de sofisten. Sofist kreeg vooral in conservatieve en aristocratische kringen een bijbetekenis van drogredenaar, iemand die recht praat wat krom is. Een 'sofisme' wordt dan een synoniem met drogreden. Aristophanes was een van de lieden die zich tegen de sofisten keerde, specifiek in zijn blijspel Wolken.
Sofisten werden ook niet door iedereen als echte filosofen beschouwd. Dit negatieve oordeel zou tot in de moderne tijd doorwerken. Sofistische invloed is niettemin in diverse vijfde- en vierde-eeuwse teksten te zien, zoals het Corpus Hippocraticum, dat naar Hippocrates van Kos is genoemd, toespraken in het geschiedkundige werk van Thucydides, passages in het oeuvre van Euripides, Plato en Demosthenes. De sofistiek heeft in de Romeinse keizertijd een andere betekenis gekregen. Welsprekendheid en opleiding van de jeugd bleven belangrijke elementen, maar de filosofie verdween naar de achtergrond. Om onderscheid te maken met de sofistiek uit de 5e eeuw v. Chr., introduceerde Flavius Philostratus al in de 3e eeuw de tweede sofistiek.

## Belangrijke sofisten
- Alicidamas van Elaea
- Antiphon van Athene
- Callicles van Athene
- Critias van Athene
- Euthydemus van Chios
- Gorgias van Leontini
- Hippias van Elis
- Prodicus van Ceos
- Protagoras van Abdera
- Thrasymachus van Chalcedon

## Bewaarde teksten
Van enkele sofisten zijn teksten bewaard gebleven, zoals redes van Gorgias en Isocrates, maar de meeste teksten zijn verloren gegaan. De overlevering speelt daarom een belangrijke rol. Een belangrijke bron is Plato, met zijn dialogen Protagoras, Gorgias, Hippias Major, Hippias Minor, Euthydemus en De staat boek I. Deze werken waren literaire fictie, maar soms komen hier oorspronkelijke gedachten en bewoordingen van sofisten in voor. Andere klassieke bronnen zijn Aristoteles' Retorica en Xenophons Herinneringen aan Sokrates of Memorabilia. In de hellenistische en Romeinse tijd komen bij diverse auteurs verslagen voor, zoals bij Cicero en in Philostratus' Leven van de sofisten.